# Mistrzostwa Europy w Judo 1970
19. Mistrzostwa Europy w Judo odbyły się w dniach 21–24 maja 1970 roku w Berlinie. 

## Klasyfikacja medalowa
| Miejsce | Państwo         |   |   |    | Razem |
| ------- | --------------- | - | - | -- | ----- |
| 1       | NRD             | 2 | 2 | 5  | 7     |
| 2       | ZSRR            | 2 | 1 | 2  | 4     |
| 3       | Francja         | 1 | 0 | 3  | 4     |
| 4       | Wielka Brytania | 1 | 0 | 1  | 2     |
| .       | RFN             | 1 | 0 | 1  | 2     |
| 6       | Holandia        | 0 | 4 | 1  | 5     |
| 7       | Austria         | 0 | 0 | 1  | 1     |
| Razem   | Razem           | 7 | 7 | 14 | 28    |

## Medaliści

### Mężczyźni
| Konkurencja: | Złoto:                                                                                           | Srebro:                                                                                   | Brąz: |
| −63kg        | Jean-Jacques Mounier                                                                             | Siergiej Suslin                                                                           | Dieter Scholz Karl-Heinz Werner |
| −70kg        | Rudolf Hendel                                                                                    | Dietmar Hötger                                                                            | Engelbert Dörbrandt Edward Mullen |
| −80kg        | Brian Jacks                                                                                      | Martin Poglajen                                                                           | Horst Leupold Otto Smirat |
| −93kg        | Vladimir Pokataev                                                                                | Uwe Stock                                                                                 | Pierre Albertini Evgeny Solodukhin |
| ponad 93kg   | Klaus Glahn                                                                                      | Wim Ruska                                                                                 | Dirk Eveleens Heinz Schulze |
| Open         | Klaus Hennig                                                                                     | Wim Ruska                                                                                 | Jean-Claude Brondani Siergiej Nowikow |
| Drużynowo    | Siergiej Suslin · David Rudman · Anatoli Bondarenko · Vladimir Pokatayev · Giwi Onaszwili · ZSRR | Jan Gietelinck · Eddy van der Poel · Peter Snijders · Jan Snijders · Wim Ruska · Holandia | Serge Feist · Patrick Vial · Guy Auffray · Jean-Paul Coche · Pierre Albertini · Jean-Claude Brondani · Francja · Erich Butka · Gerold Jungwirth · Lutz Lischka · Eduard Aellig · Heinrich Mayerhofer · Austria |